# Presidenti della Provincia di Crotone
Questo elenco riporta i presidenti della Provincia di Crotone.

## Presidenti della Provincia

### Eletti direttamente dai cittadini (1995-2014)
Coalizioni:

  Giunte di centro-sinistra
  Giunte di centro-destra
| Nº | Ritratto       | Ritratto       | Nome             | Mandato        | Mandato         | Partito                                                      | Coalizione                      | Elezione |
| Nº | Ritratto       | Ritratto       | Nome             | Inizio         | Fine            | Partito                                                      | Coalizione                      | Elezione |
| -- | -------------- | -------------- | ---------------- | -------------- | --------------- | ------------------------------------------------------------ | ------------------------------- | -------- |
| 1  |                |                | Carmine Talarico | 8 maggio 1995  | 14 giugno 1999  | Partito Democratico della Sinistra Democratici di Sinistra   | Progressisti–Popolari–Laburisti | 1995     |
| 1  | 14 giugno 1999 | 14 giugno 2004 | Carmine Talarico | L'Ulivo        | 1999            | Partito Democratico della Sinistra Democratici di Sinistra   |                                 |          |
| 2  |                |                | Sergio Iritale   | 14 giugno 2004 | 23 giugno 2009  | Democratici di Sinistra Partito Democratico                  | L'Ulivo                         | 2004     |
| 3  |                |                | Stanislao Zurlo  | 23 giugno 2009 | 13 ottobre 2014 | Il Popolo della Libertà Nuovo Centrodestra Fratelli d'Italia | PdL–Popolari–UdC–Civiche        | 2009     |

### Eletti dai sindaci e consiglieri della provincia (dal 2014)
| Nº | Nº | Ritratto | Nome                                                   | Mandato          | Mandato          | Partito                       | Elezione |
| Nº | Nº | Ritratto | Nome                                                   | Inizio           | Fine             | Partito                       | Elezione |
| -- | -- | -------- | ------------------------------------------------------ | ---------------- | ---------------- | ----------------------------- | -------- |
| 4  |    |          | Peppino Vallone                                        | 13 ottobre 2014  | 12 gennaio 2017  | Partito Democratico           | 2014     |
| 5  |    |          | Nicodemo Parrilla                                      | 12 gennaio 2017  | 19 aprile 2018   | Lista civica                  | 2017     |
| 6  |    |          | Ugo Pugliese                                           | 19 aprile 2018   | 4 dicembre 2019  | Unione di Centro              | 2018     |
| –  |    |          | Giuseppe Dell'Aquila (Vicepresidente facente funzioni) | 4 dicembre 2019  | 31 agosto 2020   | Partito Democratico           | 2018     |
| –  |    |          | Simone Saporito (Consigliere anziano facente funzioni) | 31 agosto 2020   | 10 maggio 2021   | Lista civica                  | 2018     |
| –  |    |          | Vincenzo Lagani (Assessore comunale facente funzioni)  | 10 maggio 2021   | 19 dicembre 2021 | Lista civica                  | 2018     |
| 7  |    |          | Sergio Ferrari                                         | 19 dicembre 2021 | in carica        | Indipendente di centro-destra | 2021     |